# Vaudeville-le-Haut
Vaudeville-le-Haut är en kommun i departementet Meuse i regionen Grand Est (tidigare regionen Lorraine) i nordöstra Frankrike. Kommunen ligger i kantonen Gondrecourt-le-Château som tillhör arrondissementet Commercy. År 2022 hade Vaudeville-le-Haut 49 invånare.

## Befolkningsutveckling
Antalet invånare i kommunen Vaudeville-le-Haut
| Referens: INSEE |